# کرامات
در داستان‌های دینی، به گذاشتن تأثیری عجیب بر عالم مادّه به ارادهٔ «خدا» توسّط فردی که پیامبر نیست کِرامَت (جمع: کِرامات) می‌گویند. در این داستان‌ها، مرشد و پیر، کرامات را در راستای انجام آنچه آیین الهی‌اش به او دستور می‌دهد انجام می‌دهد.
در لغتنامه دهخدا آمده‌است: خارق عادتی که به دست ولی انجام یابد کرامت نامیده می‌شود، مقابل معجزه که از پیغمبر صادر گردد. در داستان‌های اسلامی داستان‌هایی چون شفا یافتن بیماران توسط بزرگان مذهبی و کارهایی مشابه به عنوان کرامات نامیده می‌شود.